# Polonia w Tunezji
Polonia w Tunezji – ludność Tunezji pochodzenia polskiego.

## Historia

### Początki
Pierwszym Polakiem w Tunezji był dowódca floty maltańskiej był Prokop Odrowąż-Pieniążek, który walczył w Tunezji z Turkami we flocie hiszpańskiej w XVI wieku. Walczyli tam także inni Polacy, m.in. Szymon Łatkowski, Teodor Lacki, czy Jerzy Rogowski. Dalej odwiedzali ją Zygmunt Radziwiłł, Piotr Kochanowski, Andrzej Trzecieski, czy Piotr Zbylitowski. Kolejnym z Polaków, który przyjechał do Tunezji był pisarz oraz podróżnik Jan Potocki, który napisał w tym czasie pierwszy polski opis Tunezji w swojej książce pod tytułem Kraina Tunetańska. Przybył wtedy na wyspę Dżerba do miejscowości Kabis nad zatoką Mała Syrta. Pierwszą kobietą w Tunezji była za to Cecylia z Popielów Komorowiczowa, która przebywała tam ponad dziesięć lat: od 1900 do 1910 roku. W latach 1918–1945 w Tunezji Polacy zaczęli osiedlać się na stałe (nadal w małej liczbie). Zamieszkiwało w tym czasie Tunezję około 40 osób.

### Powstanie listopadowe
Najliczniej Polacy przybywali (i najczęściej osiedlali się) w Tunezji po powstaniu listopadowym. Niektórzy osiedlali się tam, inni zostali sprzedani jako niewolnicy. Byli wśród nich m.in. Seweryn Korzeliński, polski podróżnik po Australii, a także powieściopisarz Zygmunt Miłkowski publikujący pod pseudonimem Teodor Tomasz Jeż.

### XXI wiek
Obecnie na terenie Tunezji Polonia wynosi około 700 osób (przy czym w 2007 roku było to 500 osób), z czego najwięcej z nich to zamężne kobiety z dziećmi. Ponadto w Tunezji mieszka ok. 70 osób z Polski, które przebywają tam ze względu na pracę. Polacy zamieszkują głównie największe miasta Tunezji: Tunis oraz Susa, Al-Mahdijja, Safakis i Dżunduba.
Turystyczna część Polaków przyjeżdżających do Tunezji wynosi około 200 tysięcy osób rocznie. Liczba zwiększyła się od 2009 roku w związku ze zwolnienia Polaków z posiadania wizy do Tunezji i zniesienia opłaty w wysokości 30 dinarów tunezyjskich dla turystów.

## Polskie instytucje
W Tunezji funkcjonuje polski Szkolny Punkt Konsultacyjny, który naucza w zakresie nauki w szkole podstawowej, gimnazjalnej oraz licealnej. Dokładniej znajduje się na terenie miasta Tunis. Kierownikiem oraz nauczycielem SPK w Tunisie jest Ewa Rajkow-Krzywicka. Od trzydziestu dwóch lat istnieje tam także Koło Polek, któremu od lat przewodniczy Maria Boukef. Obie panie współpracują z Ambasadą RP w Tunisie, organizując co roku obchody najważniejszych polskich świąt państwowych i religijnych.